# معتمدية الحنشة
معتمدية الحنشة إحدى معتمديات الجمهورية التونسية، تابعة لولاية صفاقس.
تقع معتمدية الحنشة في الوسط الشرقي للجمهورية التونسية بين مدينة صفاقس ومدينة الجم مساحتها
50.000 هكتار وسكانها يقارب 45.000 الف ساكن منهم 84% يقطنون في الوسط غير البلدي.
تم أحداث بلدية الحنشة سنة 1975 التي أصبحت المدينة التي يلتقي فيها كل متساكني المنطقة. وقد شهدت نموا ديمغرافيا واقتصاديا ملحوظا على امتداد العشرينيتين السابقتين.

## المعتمدية في بضعة أرقام

### معطيات عامة
تاريخ الإحداث: 1963

العمادات: 39

المساحة: 69486 كم²

السكان: 2356844755 نسمة (84% وسط غير بلدي)

نسبة النمو السكاني: 0,9%

الكثافة السكانية:0902 ساكن / كم²

الأسر:8831 المساكن: 9826

### البلديات
الحنشة: 6612 ساكن

### المجالس القروية
الغرابة

### التجـارة والخدمات
تجارة الجملة: 20 محل

تجارة التفصيل:384 محل

الورشات والمهن الصغرى: 346 محل

الصناعات التقليدية: 213 حرفي

الفروع البنكية: 3

مكاتب البريد: 4

### مؤشرات البنية الأساسية
نسبة التنوير: 99%

نسبة الربط بالماء الصالح للشراب: 62%

### الفلاحة والصيد البحري
الأراضي الصالحة للفلاحة: 46879هك (90%من مساحة المعتمدية)

المساحة القابلة للري: 959 هك (7% من الجهوي)

الزيتون: 34020 هك، أشجار مثمرة: 4840 هك

الأبقار الحلوب: 700 بقرة (4% من الجهوي)

إنتاج البيض: 5 مليون وحدة (0.5% من الجهوي)

إنتاج اللحوم البيضاء: 750 طن (6% من الجهوي)

### التعليـم
مدارس التعليم الابتدائي: 31

المدارس الإعدادية: 4

المعاهد الثانوية: 2

### الشباب والطفولة والرياضة
نوادي الأطفال: 1 رياض الأطفال: 8

دور الشباب: 1 دور الثقافة: 1

الملاعب الرياضية: 1

المكتبات العمومية: 1

الجمعيات الرياضية: 1

### الصناعـة
المؤسسات الصناعية: 45 (1475 موطن شغل)

منها مؤسسات مصدرة:13 (450 موطن شغل)

المعاصر: 24 بطاقة تحويل 530 طن /اليوم

المناطق الصناعية المهيئة: 8 هك الحنشة

المناطق الصناعية غير المهيئة: 7 هك الغرابة

المناطق الصناعية المبرمجة: 30 هك دخان

### الصحة
مراكز الصحـة الأساسية: 15

عيادات الطب العام: 10

عيادات طب الأسنان: 3

## مواضيع ذات علاقة
- ولاية صفاقس.